# Eunidia albolineatipennis
Eunidia albolineatipennis är en skalbaggsart som beskrevs av Stefan von Breuning 1968. Eunidia albolineatipennis ingår i släktet Eunidia och familjen långhorningar. Inga underarter finns listade i Catalogue of Life.